# Beretta M3
Beretta M3 è un mitra prodotta in Italia dal 1956 al 1959. Il modello 3 è stato sostituito dall'M12 nel 1959.

## Descrizione tecnica
È essenzialmente una Beretta 38/42 modificata per aumentarne l'efficienza e per ridurne il costo. Il calcio di legno del MAB 38/42 è stato sostituito con un calcio pieghevole in acciaio. L'impugnatura è a pistola e il bocchettone di alimentazione è stato allungato per offrire una migliore presa.
Come nel MAB 38/42 ci sono due grilletti (uno per il fuoco semiautomatico e l'altro per quello automatico) e spara da un otturatore aperto. La sua relativamente lenta cadenza di fuoco, 550 colpi al minuto, e il suo basso rinculo lo rendono preciso anche durante lunghe raffiche. Il colpo sparato ha la massima precisione fino a 200 metri. Il Modello 3 pesa 3,5 kg vuoto (circa 7,7 libbre) ed è lungo 711 mm con calcio esteso (508 mm in posizione rientrata). Rigatura: 6 righe destrorse. Per quest'arma sono disponibili caricatori da 20 e 40 colpi. L'arma è camerata per la cartuccia 9 mm Parabellum.